# Gransebieth
Gransebieth är en kommun och ort i Landkreis Vorpommern-Rügen i förbundslandet Mecklenburg-Vorpommern i Tyskland.
I kommunen ligger orterna Brönkow, Gransebieth, Kirch-Baggendorf och Zarrentin.
Kommunen ingår i kommunalförbundet Amt Recknitz-Trebeltal tillsammans med kommunerna Bad Sülze, Dettmannsdorf, Deyelsdorf, Drechow, Eixen, Grammendorf, Hugoldsdorf, Lindholz och Tribsees.